# Subhan Subhan
Subhan Subhan (6 de mayo de 1994) es un deportista indonesio que compite en bádminton adaptado. Ganó una medalla de bronce en los Juegos Paralímpicos de París 2024, en la prueba de dobles mixto (clase SH6).

## Palmarés internacional
| Juegos Paralímpicos | Juegos Paralímpicos | Juegos Paralímpicos | Juegos Paralímpicos |
| Año                 | Lugar               | Medalla             | Prueba              |
| ------------------- | ------------------- | ------------------- | ------------------- |
| 2024                | París (Francia)     | Medalla de bronce   | Dobles SH6 mixto    |